# هينينج فون بيرغ
هينينج فون بيرغ (بالألمانية: Henning von Berg)‏ هو مهندس مدني ومهندس ومصور ألماني، ولد في 10 يونيو 1961 في هانوفر في ألمانيا.